# Samuel Zoch
Samuel Zoch (18. prosince 1882 Cerovo – 4. ledna 1928 Bratislava) byl slovenský evangelický kněz, spisovatel a československý politik a meziválečný poslanec Národního shromáždění za Republikánskou stranu zemědělského a malorolnického lidu (agrárníky).

## Biografie

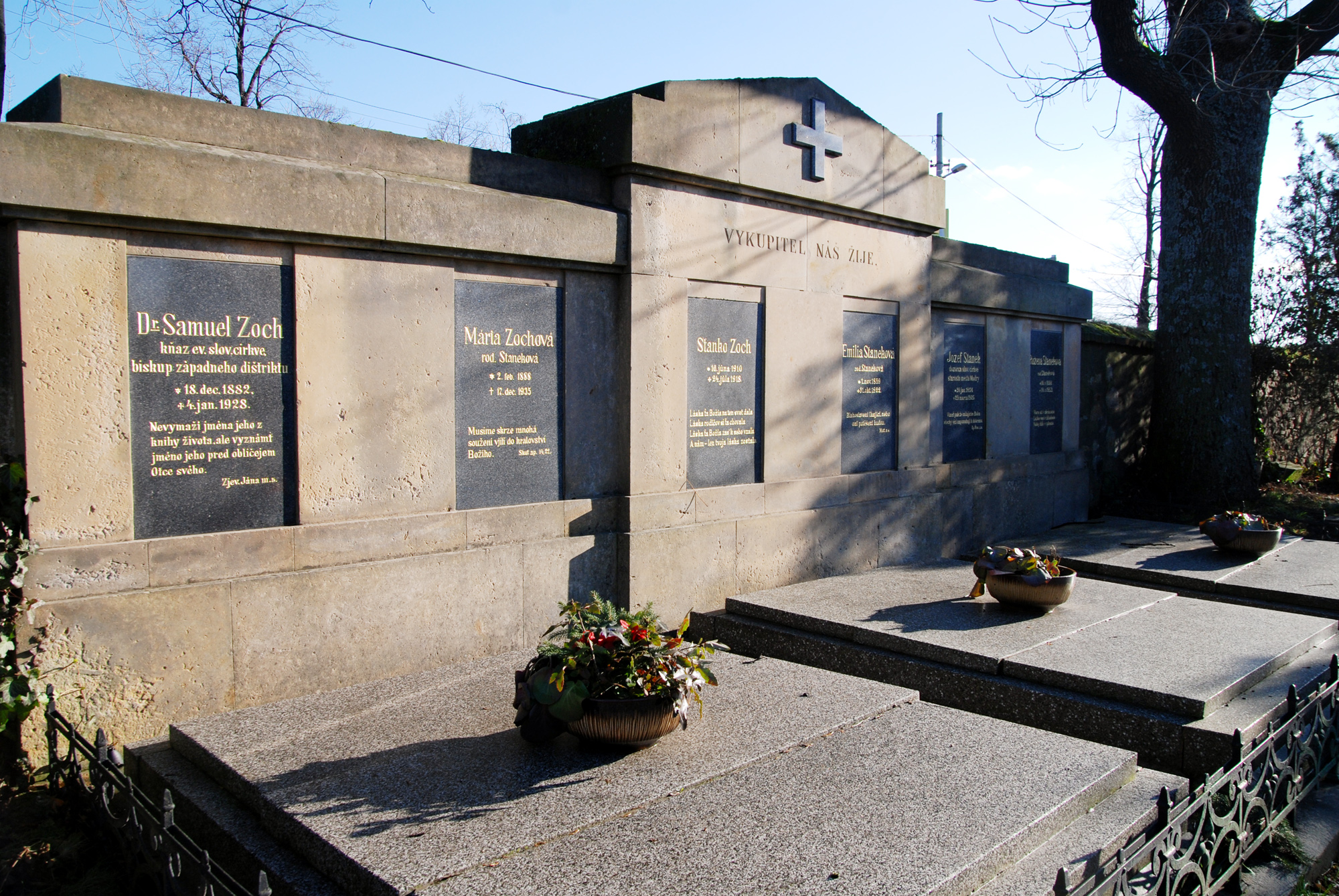
Hrob Samuela Zocha v Modre

Před rokem 1918 byl členem Muzeální slovenské společnosti.
V roce 1918 se stal členem Slovenské národní rady. Je spoluautorem tzv. Martinské deklarace, kterou se slovenská politická reprezentace přihlásila k myšlence společného státu Čechů a Slováků. Byl tím z účastníků schůzky SNR v Martině, kdo oficiálně přečetl její návrh.
V letech 1918–1919 zasedal v Revolučním národním shromáždění. Slib složil hned na 1. schůzi parlamentu, mandátu se vzdal už na 14. schůzi v lednu 1919. Důvodem rezignace bylo jeho jmenování županem Prešpurské (Bratislavské) župy. Počátkem 1919 patřil mezi skupinu československých politiků a úředníků, kteří přebírali moc na Slovensku. V únoru 1919 se uvádí jako župan v Bratislavě. Jako evangelík prosazoval zájmy evangelické církve, zejména ve školské oblasti (odnětí několika gymnázií na Slovensku katolíkům a jejich převedení pod evangelickou správu).
Neúspěšně kandidoval v parlamentních volbách v roce 1920 a to za tehdejší Slovenskou národní a rolnickou stranu.
V parlamentu se objevil znovu až po parlamentních volbách v roce 1925. Po jeho smrti místo něj nastoupil poslanec Andrej Kocsis.
Od roku 1919 byl administrátorem a od roku 1922 biskupem Západního distriktu Evangelické církve augsburského vyznání na Slovensku (se sídlem v Modre).